# ベンド (マシュー・ヤングの曲)
「ベンド」（英: Bend（））は、ニュージーランドの男性歌手 マシュー・ヤングの楽曲。
「リーン・クロース」から続く4週間連続楽曲公開の第4弾。
またこの曲についてマシューは「大切な人のために書いた楽曲」と発言している。

## 収録曲
サウンドクラウド
1. 「ベンド」 – 4:50